# Старик Володимир Петрович
Володимир Петрович Старик (нар. 1 квітня 1959, м. Чернівці) — фізик, громадсько-політичний і культурний діяч, журналіст, перекладач, публіцист,

## Біографія
- 1980 — закінчив Чернівецький державний університет за спеціальністю «Теоретична фізика»;
- 2005 — закінчив Чернівецький торговельно-економічний інститут Київського національного торговельно-економічного університету за спеціальністю «Бухгалтерський облік та аудит»;
- 1981-1990 — дослідницька робота в наукових установах м. Харкова та м. Чернівці;
- 1990-1993 — заступник головного редактора газети «Час» (м. Чернівці);
- 1991-1994 — заступник голови з гуманітарних питань Чернівецького міськвиконкому;
- 1994-1997 — генеральний директор фундації імені О.Ольжича;
- 1997-1999 — заступник директора Чернівецького регіонального центру сертифікатних аукціонів;
- 2000 — по сьогодні — творча та громадська діяльність, голова товариства Український Народний Дім у Чернівцях.

Член Спілки журналістів України (з 1993).

Володіє українською, англійською, німецькою, польською та російською мовами.

## Громадська, культурна та політична діяльність
- 1989-1990 — редактор і видавець нелегальної газети НРУ «Буковинський вісник»;
- 1989-1992 — заступник голови греко-католицької громади м. Чернівці;
- З вересня 1989 року — співголова Чернівецької крайової організації Народного Руху України (НРУ);
- 1992-2002 голова обласної організації ОУН.
- В 1990—1994 — депутат Чернівецької міської ради.

- Впродовж 1990-1994 років ініціював прийняття міською радою Чернівців рішень про передачу українського, німецького, єврейського, румунського та польського Народних домів національним громадам;
- Впродовж 1991-1994 років сприяв прийняттю міською радою Чернівців рішень про повернення історичних назв понад 50-ти вулицям міста;
- Ініціював відновлення у 1990 році діяльності у Чернівцях товариства «Український Народний Дім». З 1993 року — голова цього товариства;
- У 1995 році ініціював спорудження пам'ятника Героям Буковинського Куреня у Чернівцях;
- У 1996 році заснував «Архів національно-визвольної боротьби Буковини» при Українському Народному Домі;
- В 2006-2010 роках — депутат Першотравневої районної у м. Чернівці ради, голова постійної комісії з питань бюджету, економіки та фінансів;

## Творча діяльність
- Публікації з історії Буковини, українського національно-визвольного руху;
- Дослідження про Ірину Вільде, рід Воробкевичів, Паїсія Величковського, Манявського Скиту тощо;
- Монографія «Буковинський курінь у боротьбі за українську державність 1918-1941-1944» (у співавторстві, 1995)[2];
- Переклад з польської мови роману Є. Єнджеєвича «Українські ночі або родовід генія» (1986) та повісті С. Шмаглевської «Біла троянда» (1990);
- Ініціювання та упорядкування перевидань в Україні «Прокляті роки» Юрія Клена (1990), «Історія Буковини» А. Жуковського в 2-х томах (Чернівці, 1991—1994), «Шипинці: Мистецтво та знаряддя неолітичного селища» О.Кандиби (2004) ;
- Монографія «Бажаємо до України» в співавторстві) (Одеса: Маяк, 2009)[3];
- Від Сараєва до Парижа. Буковинський Interregnum 1914—1921 (Чернівці: Прут, 2009)[4]
- Між націоналізмом і толерантністю) (Чернівці: Прут, 2009)[5]

- Монографія «Змагання за українську державність на Буковині (1914—1921 рр.)» в співавторстві) (Чернівці, 2009)[6];
- Чернівці мультикультурні (Чернівці, 2012)[7]
- Упорядник і співавтор книжки Любомири Старик «Радиші. Історія одного Чернівецького роду» (Чернівці, 2012)[8]
- Переклад з французької мови повісті Ж. Сіменона «Меґре гнівається» (Чернівці, 2016)

## Нагороди
- Медаль "Хрест заслуги Буковинського Куреня" (1995);
- Відзнака Чернівецької обласної державної адміністрації «Буковина» (2009);
- Орден «За заслуги» ІІІ ступеня (2009);
- Медаль «На славу Чернівців» (2011).

## Родина
Володимир Старик народився в сім'ї викладачів Чернівецького державного університету: мати — Любомира Костянтинівна, доцент загальнотехнічного факультету; батько — Петро Михайлович, професор фізичного факультету.

Дружина Оксана Степанівна Воєвідка — доцент Чернівецького національного медичного університету.

Дочка Надія Володимирівна — магістрант Чернівецького національного університету ім. Ю. Федьковича.